# Cerynea contentaria
Cerynea contentaria är en fjärilsart som beskrevs av Walker 1861. Cerynea contentaria ingår i släktet Cerynea och familjen nattflyn. Inga underarter finns listade i Catalogue of Life.